# Трепов Олександр Федорович
Олександр Федорович Трепов (рос. Трепов Олександр Федорович, 18 вересня [30 вересня] 1862, Київ — 10 листопада 1928, Ніцца) — державний діяч Російської імперії, міністр шляхів сполучення, голова Ради міністрів (10 листопада (23 листопада) 1916) — 27 грудня 1916 (9 січня 1917).

## Біографія

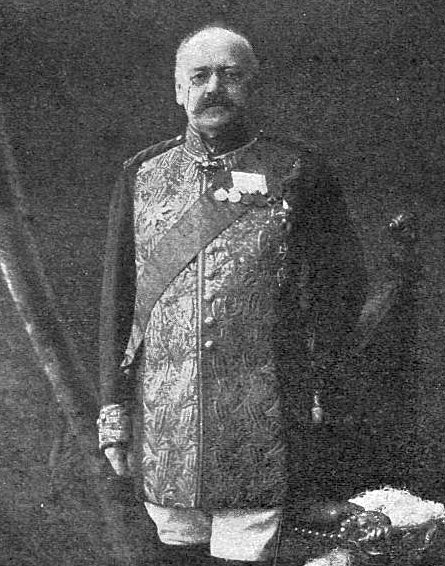
О. Ф. Трепов

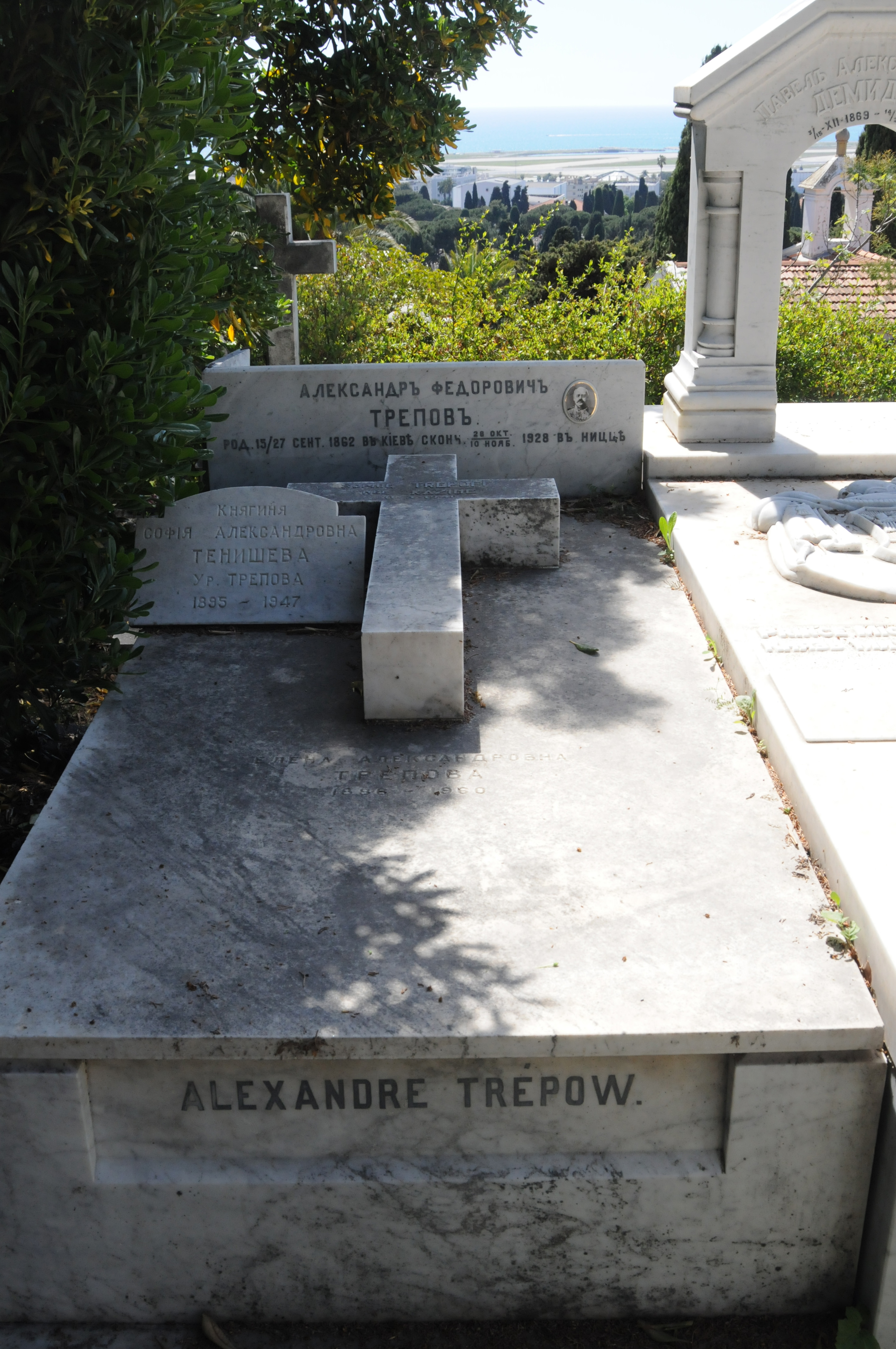
Могила Олександра Трепова на Російському кладовищі в Ніцці

Син генерал-ад'ютанта Ф. Ф. Трепова. Мав двох старших братів — Федора, згодом генерал-губернатора волинського, київського і подільського; і Дмитра, згодом петербурзького генерал-губернатора і палацового коменданта.
Виховувався в Пажеському корпусі, по закінченні якого вступив на військову службу в лейб-гвардії Єгерський полк. У 1889 році вийшов у запас поручником і поступив на службу в Міністерство внутрішніх справ на посаді чиновника для особливих доручень. Тут став наближеним до міністра В'ячеслава Плеве.
Володів 2922 десятинами землі у Переяславському повіті; ще 202 десятини в тому ж повіті числилися за його дружиною. У 1892 році був обраний переяславським повітовим предводителем дворянства; залишався на цій посаді до 1896 року.
В 1896 році був зарахований до Державної канцелярії, куди перейшов слідом за В.К.Плеве. Обіймав посади камергера Двору (з 1900), єгермейстера Двору (з 1905). 1905 року був активним учасником Петергофських нарад. У 1906 був призначений сенатором Першого департаменту Сенату. 1 січня 1914 року призначений членом Державної ради, де увійшов до правої групи. З серпня 1915 року — член Особливої наради з оборони.
30 жовтня 1915 року очолив Міністерство шляхів сполучення. Особливу увагу приділяв організації військових перевезень, у зв'язку світовою війною, яка тривала у цей час. При ньому прискорилося будівництво Мурманської залізниці, а також була перекладена на широку колію гілка Вологда — Архангельськ. У зв'язку з розвитком автомобільного транспорту заснував у складі міністерства Управління шосейних доріг. 
У вересні 1916 році призначається виконувачем обов'язків голови Ради міністрів у разі його хвороби або відсутності та головою Малої Ради Міністрів. 10 листопада 1916 року призначений головою Ради міністрів з залишенням на посаді міністра шляхів сполучення. 14 листопада Трепов домігся монаршої згоди на обов'язкове обговорення всіх відомчих питань, які мають загальне значення або стосуються інших відомств, у Раді міністрів з подальшою доповіддю імператорові у присутності прем'єра. Невдовзі після призначення об'їхав 24 губернії і домовився з місцевою владою про хлібні поставки. На посту глави уряду намагався домогтися у Миколи II відставки міністра внутрішніх справ Олександра Протопопова, якого врятувало лише втручання імператриці Олександри Федорівни. 7 серпня 1916 року домігся відставник міністра закордонних справ Сергія Сазонов за надмірні поступки союзникам. В іншому зарекомендував себе як лояльний по відношенню до імператора консерватор; неодноразово характеризувався як «реакціонер». У листопада запропонував провести чистку Державної ради, збільшивши там кількість прихильників правих партій, а також розпустити Державну думу до 12 січня 1917 року з можливим подальшим припиненням її існування як такої. Разом з тим намагався підтримував діалог з Михайлом Родзянком, головою Думи. Останній за підтримки вимагав звільнення Прототопова. Трепов зважився на відчайдушній крок, запропонувавши хабар Григорію Распутіну у 200 тис. карб. за звільнення Прототопова. Але той повідомив імператриці. 9 грудня почалися перші тертя з Миколою II. 15 грудня імператор вирішив відправити Трепова у відставку. 17 грудня вбито Распутіна. 22 грудня Трепова було демонстративно нагороджено британським Великим хрестом орденів свв. Михайла та Георгія, французьким орденом Почесного Легіону, італійським орденом свв. Маврикія та Лазаря. 27 грудня 1916 року був знятий з обох міністерських посад.
Після Жовтневої революції заарештовувався ЧК, став одним з лідерів Білого руху. З осені 1918 по січень 1919 року очолював в Гельсінгфорсі Особливий комітет у справах росіян у Фінляндії. Потім емігрував у Францію.
У 1920-х був одним з керівників російської монархічної еміграції. У 1921 році був рекомендований для участі у Російському Закордонному Церковному Соборі в Сремських Карловцях (Югославія).
16 лютого 1921 року був допитаний як свідок слідчим в особливо важливих справах Омського окружного суду в Парижі «з питання про дії московських монархічних груп, що мали на меті порятунок життя Государя Імператора та Царської Сім'ї».
Помер 10 листопада 1928 в Ніцці, похований на Російському кладовищі Кокад.

## Нагороди
- Командор ордена Почесного Легіону (1916)